# Seznam drobných sakrálních památek v Českých Budějovicích
Seznam drobných sakrálních památek v Českých Budějovicích obsahuje existující i zaniklé výklenkové kaple (kapličky), boží muka, křížky a sochy i sousoší světců včetně biblických postav umístěné v exteriérech na území Českých Budějovic. Větší sakrální památky (kostely a kaple) jsou v samostatném seznamu.

## Výklenkové kaple
Výklenkovým kaplím podobná zděná boží muka jsou zařazena v samostatné kapitole. Zahrnuty nejsou hřbitovní náhrobky stylizované do podoby výklenkových kaplí.

| Objekt                             | Obrázek                        | Umístění                           | Datum     | Galerie                                                                                        | Popis a reference |
| ---------------------------------- | ------------------------------ | ---------------------------------- | --------- | ---------------------------------------------------------------------------------------------- | --- |
| sv. Jana Nepomuckého (Q36859436)   | kaplička u bašty               | Zátkovo nábřeží 158/16             | ?         | Kategorie „Kaplička Jana Nepomuckého (České Budějovice, Zátkovo nábřeží)“ na Wikimedia Commons | V nice klasicistní kaple je umístěna barokní socha svatého Jana Nepomuckého z roku 1708. Kaple je novější než socha nebo přestavěná. |
| sv. Jana Nepomuckého (Q105764854)  | kaple svatého Jana Nepomuckého | Staroměstská                       | 1756      | Kategorie „Kaplička Jana Nepomuckého (České Budějovice, Staroměstská)“ na Wikimedia Commons    | Kapli nechal zřídit rychtář Josef Schmidt v květnu 1756. Před druhou světovou válkou se před kapličkou každoročně v květnu po svátku svatého Jana konaly mariánské oslavy. Socha byla po zbourání kaple v cca 60. letech 20. století přesunuta do Větrné ulice.                           |
| sv. Jana Nepomuckého (Q105809081)  |                                | Suchomelská 270/7                  | <1783     |                                                                                                | Jižně od kříže u Suchomelu, u tehdejšího koryta Vltavy, dokládá mapa z roku 1783 výklenkovou kapli. Zanikla ve 20. století. |
| sv. Jana Nepomuckého (Q105775706)  | kaple svatého Jana Nepomuckého | Dlouhý most                        | ≤1796     | Kategorie „Kaplička Jana Nepomuckého (České Budějovice, Dlouhý most)“ na Wikimedia Commons     | V otevřené síňové kapli při zdi Lukeschova dvora u Dlouhého mostu byla po zániku špitálu u svatého Václava (1796) umístěna tamní socha Jana Nepomuckého z roku 1769. Kaple zanikla v letech 1940–1941 při bourání dvora. Socha přesunuta do ulice Na Sádkách.                             |
| sv. Jana Nepomuckého (Q57416201)   | kaple svatého Jana Nepomuckého | Na Sádkách                         | 1941      | Kategorie „Kaplička Jana Nepomuckého (České Budějovice, Na Sádkách)“ na Wikimedia Commons      | Vznikla pro sochu z roku 1769, která se do zbourání Lukeschova dvora u Dlouhého mostu (1940–1941) nadcházela v tamní výklenkové kapli. |
| sv. Jana Nepomuckého (Q98060112)   | kaple svatého Jana Nepomuckého | Větrná 732/1                       | ≥1960     | Kategorie „Kaplička Jana Nepomuckého (České Budějovice, Větrná)“ na Wikimedia Commons          | Kaple zřízená pro sochu z roku 1756 původně umístěnou na Staroměstské ulici. |
| Na Zlaté stoce (Q105815820)        | kaple                          | Na Zlaté stoce × Na Sádkách        | ≤1890     |                                                                                                | Mělká kaple (edikula) v klasicistním slohu. Kapli v těchto místech uvádí již III. vojenské mapování probíhající v 80. letech 19. století. |
| Panny Marie                        |                                | Beránkovo nábřeží × P. J. Šafaříka |           |                                                                                                | Výklenková kaple s obrázkem Panny Marie zmizela po roce 1971 (t. r. zachycena na fotografii). |
| Panny Marie Pomocné                |                                | Rudolfovská 458/92                 | <1787     |                                                                                                | Kaplička se sochou Panny Marie Pomocné stála u Rudolfovské třídy v oblasti současné zemědělské školy. Zmiňována v letech 1787 a 1818. Zanikla. Kapli v těchto místech uvádějí ještě mapy z konce 19. století.                                                                             |
| Panny Marie Růžencové (Q104738447) | výklenková kaple               | jižně od Trägerova dvora           | <1783     |                                                                                                | Průhledová kaple na pahorku, současná klasicistní podoba s průhledem pravděpodobně vznikla před polovinou 19. století. 2018 opravena, 21. října požehnána farářem z Hluboké a zasvěcena Panně Marii Růžencové. Historicky na území Českých Budějovic, v současnosti v katastru Hrdějovic. |
| u Budvaru (Q96076281)              | výklenková kaple               | K. Světlé × Kněžskodvorská         | ?         | Kategorie „Kaplička (Kněžské Dvory)“ na Wikimedia Commons                                      | Výklenková kaple s malbou žehnajícího Krista. Součást někdejší poutní cesty vedoucí od Trojice na Těšín. |
| u Hvízdala (Q124655825)            | výklenková kaple               | U Hvízdala                         | 2023      | Kategorie „Kaplička Panny Marie Budějovické (U Hvízdala)“ na Wikimedia Commons                 | Novodobá výklenková kaple se sochou Panny Marie Budějovické v areálu domova důchodců. Posvěcena Vlastimilem Kročilem 19. srpna 2023. |
| U Lesa (Q96748664)                 | výklenková kaple               | Zavadilka 2150                     | 2000      | Kategorie „Kaplička U Lesa (České Budějovice, Zavadilka)“ na Wikimedia Commons                 | Výklenková kaple ve zdi přípojkové skříně penzionu U Lesa. |
| u Samot (Q96748760)                | výklenková kaple               | Haklovy Dvory 2023                 | ?         | Kategorie „Kaplička u Samot (České Budějovice, Haklovy Dvory)“ na Wikimedia Commons            | Stavba na pomezí výklenkové a síňové kaple s dveřmi a obrazem Krista. Opravena 2011. Kapli v těchto místech uvádějí již Speciální mapy 1:75 000 třetího vojenského mapování z konce 19. století.                                                                                          |
| u sv. Mikuláše (Q105815006)        | výklenková kaple               | katedrála svatého Mikuláše         | 1912      | Kategorie „Kaple u svatého Mikuláše“ na Wikimedia Commons                                      | Rozměrná výklenkové kaple vybudovaná v roce 1912 mezi opěráky katedrálního presbytáře pro sochu Krista klesajícího pod křížem. Krytá mříží. |
| u transformátoru (Q96748932)       | výklenková kaple               | Haklovy Dvory 2212                 | 19. stol. | Kategorie „Výklenková kaple v Haklových Dvorech“ na Wikimedia Commons                          | Ve výklenku stávala socha světce. 1932 byl za kaplí postaven transformátor. |
| v Českém Vrbném (Q83639025)        | výklenková kaple               | České Vrbné 2383                   | ≤1760     | Kategorie „Chapel in České Vrbné“ na Wikimedia Commons                                         | Při staré cestě do Českého Vrbného. Se zaskleným obrázkem Svaté Rodiny. Opravena někdy mezi lety 2005–2008. |
| v Mladém (Q95690757)               | výklenková kaple               | nám. Švabinského 954/4             | <1883     |                                                                                                | Klasicistní. Za novější (1883) síňovou kaplí Panny Marie Lourdské. |
| v Novém Vrátě (Q96026685)          | výklenková kaple               | Hlinská 396/27                     | 19. stol. |                                                                                                | Opravena 2018. Obrázek Madony. |
| v Pětidomí                         |                                | Dobrovodská × Vodní                | <1783     |                                                                                                | Jedna z výklenkových kaplí poutní cesty na Dobrou Vodu. Zachycena na kresbě Jana Rafaela Schustera z roku 1960. Zbořena otáčejícím se sovětským tankem v roce 1968. |
| v Suchém Vrbném (Q21704561)        | výklenková kaple               | Dobrovodská 614/64                 | 1768      |                                                                                                | Poslední dochovaná výklenková kaple z poutní cesty na Dobrou Vodu. Oprava v hodnotě 240 tisíc Kč byla dokončena začátkem listopadu 2020. |
| v Třebotovicích                    |                                | Třebotovice 2403                   | <1827     |                                                                                                | Císařské povinné otisky stabilního katastru z roku 1827 uvádějí v místě současné síňové kaple (1862–1863) kamennou (pravděpodobně výklenkovou) kapli. Zanikla. |

## Boží muka
Zděná i kamenná boží muka a jim podobné sloupy (Mariánské, svaté Trojice).

| Objekt                                     | Obrázek                               | Umístění             | Datum             | Galerie                                                                      | Popis a reference |
| ------------------------------------------ | ------------------------------------- | -------------------- | ----------------- | ---------------------------------------------------------------------------- | --- |
| Bílá boží muka                             |                                       | Rudolfovská          | ~1575             |                                                                              | Připomínána ještě počátkem 19. století. Zanikla. |
| kamenná u Lidické (Q105836187)             | boží muka                             | Lidická × Mánesova   | <1529             | Kategorie „Boží muka (České Budějovice, Lidická)“ na Wikimedia Commons       | Willenbergova veduta (1602), Wussinova veduta (1665) a prameny z 18. století uvádějí boží muka před Rožnovskou branou v oblasti současné křižovatky Lidické a Mánesovy ulice, tehdy u jižního břehu Krumlovského rybníka. Podle Paloušové pocházela pravděpodobně z konce 15. až ze 16. století. Podle Herolda u božích muk před Rožnovskou branou vítala městská rada v roce 1529 císaře Ferdinanda I. S rozrůstající se zástavbou na přelomu 19. a 20. století byla přesunuta do přilehlé zahrady Franze Pollaka (zastával post městského lékaře v letech 1883–1890). Další osud není znám, nedochovala se. |
| kamenná u Pražské (Q36859861)              | boží muka na Pražské                  | Pražská 961/81       | 1692              | Kategorie „Boží muka (České Budějovice, Pražská 961/2)“ na Wikimedia Commons | Nechal zřídit Johann Reichenauer. V roce 1897 ohleduplně začleněna do fasády dvojice tehdy postavených domů. |
| kamenná u Severní zastávky (Q36859809)     | boží muka u Severní zastávky          | K. Světlé 2238/2     | 2. pol. 17. stol. | Kategorie „Boží muka (České Budějovice, K. Světlé)“ na Wikimedia Commons     | Naprosto výjimečný sloupek s bohatě zdobenou korintskou hlavicí, který snad původně nesl sochu, např. mariánskou. Později (jistě již roku 1907) jej kryla kaplice, po roce 2009 odcizená. |
| kamenná u Trojice (Q105763827)             | boží muka na Pražské                  | Pražská 773/93       | ?                 | Kategorie „Boží muka (České Budějovice, U Trojice)“ na Wikimedia Commons     | Zanikla po roce 1953. Pocházela pravděpodobně z konce 15. až ze 16. století. |
| kamenná u vojenského hřbitova (Q105724922) | boží muka na Plavské                  | Plavská 2166/3       | <1575             | Kategorie „Boží muka (České Budějovice, Plavská)“ na Wikimedia Commons       | U sloupových božích muk 29. ledna 1614 vítali budějovičtí obyvatelé a městská rada přijíždějícího císaře Matyáše a jeho choť Annu. Slavnostní řeč v latině pronesl městský písař Kodelik. Existovala již v roce 1575 a zachycena byla roku 1911. Zanikla kolem poloviny 20. století. |
| kamenná v zahradě (Q86838708)              | boží muka v zahradě                   | K. Šafáře 225/35     | ?                 | Kategorie „Column shrine at K. Šafáře 35“ na Wikimedia Commons               | Pravděpodobně novodobá. |
| kamenný na Piaristickém (Q57414948)        | sloup se sousoším Nejsvětější Trojice | Piaristické náměstí  | 1740              | Kategorie „Holy Trinity column (České Budějovice)“ na Wikimedia Commons      | Kamenný sloup nesoucí sousoší Nejsvětější Trojice od Josefa Dietricha. |
| kamenný u Pekárenské (Q36859568)           | Mariánský sloup                       | Pekárenská × Pražská | ~1700             | Kategorie „Mariánský sloup (České Budějovice)“ na Wikimedia Commons          | Sloup v místě současného památníku Pařížské komuny původně nesl mariánskou sochu. Torzo sloupu zachováno na dvoře biskupství. |
| zděná na Pražském předměstí (Q36859834)    | boží muka na Pražském                 | Čéčova 671/2         | ?                 | Kategorie „Boží muka (České Budějovice, Čéčova)“ na Wikimedia Commons        | Součást někdejší poutní cesty vedoucí od Trojice na Těšín. |
| zděná na Vltavě (Q105710463)               | boží muka na Vltavě                   | Krčínova 1105/20     | ≤1760             | Kategorie „Boží muka (České Budějovice, Vltava)“ na Wikimedia Commons        | Opakovaně posunuta z důvodu stavební činnosti. |
| zděná u Nejsvětější Svátosti               | v klášteře                            | Rudolfovská 1980     | 1995              |                                                                              | V zahradě kláštera (za kostelem), autor ing. arch. František Petrlík (Q95485407). |
| zděná u Voříškova dvora (Q96068876)        | boží muka na Pražském                 | V Oblouku 627/26     | ?                 |                                                                              | Stavba na pomezí zděných božích muk a výklenkové kaple stojí v rohu ohradní zdi Voříškova dvora. |

## Kříže
Dřevěné, kované, litinové, kamenné, centrální hřbitovní, misijní. Zahrnuty nejsou náhrobní kříže.

| Objekt                                | Obrázek      | Umístění                           | Datum      | Galerie                                                                          | Popis a reference |
| ------------------------------------- | ------------ | ---------------------------------- | ---------- | -------------------------------------------------------------------------------- | --- |
| Aničky Hamlíkové (Q105746081)         | křížek       | Husova 1833/125d                   | ≥1947      | Kategorie „Kříž Aničky Hamlíkové“ na Wikimedia Commons                           | Kříž obnovený po roce 2000, vandalizován. Nápis: Na paměť naší drahé Aničky Hamlíkové z Mahouše 3. 12. 1940 nešťastně zde zahynulé 6. 7. 1947. |
| u sv. Anny                            |              | kostel svaté Anny                  | ≤17. stol. |                                                                                  | Kříž na Seminárním náměstí, pravděpodobně dřevěný, je doložen již v 17. století. Zanikl. |
| Kalvárie (Q57415011)                  | Kalvárie     | Piaristické náměstí                | 1743–1744  | Kategorie „Kalvárie (České Budějovice)“ na Wikimedia Commons                     | Autor Josef Dietrich. Zhotoveno na objednávku Terezy Ajchlové či Aichlerové, podle pověsti zaplaceno z pokladu, který pes jejího manžela vyhrabal v lese. |
| na Hravbách (Q104905984)              | křížek       | Třebotovice–Ohrazení               | ?          |                                                                                  | Masivnější litinový kříž s mariánským reliéfem vsazený v neopracovaném kameni pod mladším soliterním dubem na polní cestě mezi vesnicemi na lokalitě Hravby. Kříž na této lokalitě uvádějí již vojenské topografické mapy v systému S-1952 1:25 000 z roku 1954. |
| Na Humnech 1 (Q105926570)             |              | Třebotovice × Kaliště              |            |                                                                                  | Litinový křížek na kamenném soklu, který byl nahrazen křížkem z roku 2020. Kříž v těchto místech uvádí již III. vojenské mapování koncem 19. století. |
| Na Humnech 2 (Q96000716)              | kříž         | Třebotovice × Kaliště              | 2020       | Kategorie „Křížek Na Humnech (Třebotovice)“ na Wikimedia Commons                 | Novodobý zdobný litinový křížek na kamenném soklu nahradil původní skromnější kříž. Nápis „IN RI - Pochválen buď Pán Ježíš Kristus - ren. 2020“. Kříž v těchto místech uvádí již III. vojenské mapování koncem 19. století. |
| Na Kostelní cestě (Q96069494)         | kříž         | polní cesta Třebotovice–Dobrá Voda | 1867       |                                                                                  | Vysoký kamenný kříž s letopočtem na tzv. Kostelní cestě vedoucí přímo z Třebotovic na Dobrou Vodu. |
| na rozcestí (Q96000876)               | kříž         | západní okraj Třebotovic           | ?          | Kategorie „Kříž na rozcestí (Třebotovice)“ na Wikimedia Commons                  | Vyšší litinový kříž na kamenném soklu uprostřed rozcestí mezi čtyřmi prosychajícími lipami. Kříž v těchto místech uvádí již III. vojenské mapování koncem 19. století. |
| na Švábově hrádku (Q105763543)        | kříž         | Švábův Hrádek                      | ≤1825      |                                                                                  | Zachycen na fotografii z počátku 20. století. Zanikl. Další dva zaniklé stály na cestě dolů k sádkám. |
| na vojenském hřbitově                 |              | vojenský hřbitov                   | 1797       |                                                                                  | Centrální dřevěný kříž. Odstraněn společně s náhrobky v roce 1957. Nezvěstný, pravděpodobně zanikl. |
| na Zátkově nábřeží (Q80458674)        | křížek       | Zátkovo nábřeží 10/2               | 1899       | Kategorie „Kříž na Zátkově nábřeží“ na Wikimedia Commons                         | [ 1 ] |
| na Zlatém mostě 1                     |              | Zlatý most                         | ≤1595      |                                                                                  | Nejspíš dřevěný s Kristem malovaným na plechu. 1890 žádal děkan Marek o náhradu rozpadajícího se kříže, nahrazen dosud existujícím litinovým z roku 1899. |
| na Zlatém mostě 2                     |              | Zlatý most                         | ≥1629?     |                                                                                  | Koncem roku 1629 nařídila městská rada pekařům zřídit kříž na mostě. Existence kříže není spolehlivě doložena. |
| pod Novými Třebotovicemi (Q105933323) | křížek       | Nové Třebotovice – Dobrá Voda      |            |                                                                                  | Křížek u hlavní silnice vedoucí lesem uvádějí již vojenské topografické mapy v systému S-1952 1:10 000 z roku 1959.. Dochovalo se torzo v podobě poškozeného kamenného soklu nad příkopem u jižního okraje asfaltky. |
| před Pražskou branou 1                |              | Pražská brána                      | 1783       |                                                                                  | Zanikl. |
| před Pražskou branou 2                |              | Pražská brána                      | 1819       |                                                                                  | Nástupce křížku z roku 1783. Zanikl. |
| před Pražskou branou 3                |              | Pražská brána                      | ?          |                                                                                  | Nástupce křížku z roku 1819 byl vyroben z litiny a zachycují jej ještě fotografie z první poloviny 20. století. Zanikl. |
| před Svinenskou branou 1              |              | Svinenská brána                    | 1709       |                                                                                  | O povolení k umístění křížku požádal Josef Herusch. Zanikl. |
| před Svinenskou branou 2              |              | Svinenská brána                    | 1801       |                                                                                  | Nástupce křížku z roku 1709 nechala zřídit Josefa Ettmayerová, která při slavnostním svěcení rozdala 3000 mědirytů s jeho vyobrazením. Zanikl. Kovový (snad litinový) kříž na mostě zachycuje ještě fotografie z roku 1964. |
| sv. Misie 1 (Q80458720)               | kříž         | kostel sv. Vojtěcha                | 1949       | Kategorie „Cross at St. Adalbert Church (České Budějovice)“ na Wikimedia Commons | Dřevěný misijní kříž. |
| sv. Misie 2 (Q105815504)              | kříž         | katedrála svatého Mikuláše         | 1949       |                                                                                  | Dřevěný misijní kříž, směrem do Kanovnické. |
| u Branišovské (Q80458718)             | křížek       | Branišovská 7/20                   | 1879       | Kategorie „Cross in Branišovská (České Budějovice)“ na Wikimedia Commons         | S reliéfem Panny Marie. Nápisy „Pochválen buď Pán Ježíš Kristus“ na kříži a „15.[?] August 1879“ na soklu. |
| u Černé věže                          |              | U Černé věže 70/2                  | ≥1945      |                                                                                  | Umístěn po druhé světové válce pod Černou věží na paměť všech padlých. V roce 1993 jej nahradila kopie sochy J. V. Jirsíka. |
| u Dlouhého mostu                      |              | staré č. p. 118                    | ≥1685      |                                                                                  | Podle Pamětní knihy Čtyř Dvorů z roku 1923: „R. 1685 6/8 dopustil se jakýs mušketýr vojska táhnoucího z Prachatic do Uher ohavného činu a byl budějovickým katem za Dlouhým mostem ve Čtyrech Dvorech sťat a upálen. Ono popravní místo jest dosud označeno křížem poblíž domu pí. Strnadové čp. 118, a dosud udržuje se pověst, že se tam kdysi popravovalo.“. |
| u Fellingerova mlýna (Q96748595)      | křížek       | České Vrbné 2397                   | 8. 8. 1883 | Kategorie „Wayside cross in České Vrbné“ na Wikimedia Commons                    | Iniciály K. B. připomínají Karla Bitzana, který zde od roku 1870 působil jako mlynář. Vandalizován. |
| u Chromých (Q96337105)                | torzo křížku | Pražská 215/128                    | ?          |                                                                                  | Torzo – podstavec v zahradě u křižovatky. |
| u J. B. Foerstera (Q93767920)         | křížek       | J. B. Foerstera × Lidická          | ?          | Kategorie „Křížek u Lidické (Rožnov)“ na Wikimedia Commons                       | S neogotickým zdobením. |
| u J. Hůlky (Q93768040)                | křížek       | Jaroslava Hůlky 53/9a              | 1893       | Kategorie „Cross in Jar. Hůlky (České Budějovice)“ na Wikimedia Commons          | Iniciály L. Gs. |
| u Jednot (Q96001158)                  | křížek       | Kaliště 2324                       | ?          |                                                                                  | Litinový kříž s neogotickým zdobením a kamenným soklem u plotu zahrady mezi Kalištěm a Ortvínovicemi. Kříž v těchto místech uvádí již III. vojenské mapování koncem 19. století. |
| u Jezera (Q96001177)                  | křížek       | Kaliště–Hlincová Hora              | ?          |                                                                                  | Pod pahorkem Jezera v polích při prašné cestě na Hlincovou Horu. Novogoticky zdobený litinový kříž na bíleném soklu, pravděpodobně v roce 2020 nově natřeném. Kříž v těchto místech uvádí již III. vojenské mapování koncem 19. století. |
| u JZD (Q96000741)                     | křížek       | východní okraj Třebotovic          | ?          |                                                                                  | Skromnější (pravděpodobně) ocelový kříž s mariánským reliéfem. Kamenný sokl. Kříž v těchto místech uvádí již III. vojenské mapování koncem 19. století. |
| U Křížku 1 (Q105762886)               | křížek       | Pekárenská 569                     | <1850      |                                                                                  | Křížek, od něhož pochází pomístní jméno oblasti. Místo tradovaného (historicky nedoloženého) popraviště, ze kterého byly malovány veduty Českých Budějovic. Vandalizován 1911. Nahrazen současným. |
| U Křížku 2 (Q96026048)                | křížek       | Pekárenská 569                     | ≥1911?     |                                                                                  | Současný křížek je v pořadí přinejmenším druhý. |
| U Krbů (Q93767642)                    | křížek       | Rožnov, U Krbů                     | 1879       | Kategorie „Kříž U Krbů“ na Wikimedia Commons                                     | Jižně od samoty, u silnice Včelná–Rožnov. V roce 2021 dočasně odstraněn kvůli výstavbě silnice. Zrestaurován, snad v roce 2024 umístěn cca 40 metrů SSV od původní pozice. |
| u Lannovy loděnice (Q134731601)       |              | Vltavské nábř. 530/5               |            |                                                                                  | Stál při cestě na Remlovy Dvory; po odkoupení pozemků Lannou se ocitl na Lannově zahradě. Současný stav neznámý. |
| u Ledenické                           |              | Ledenická 1490/89                  | 1908       |                                                                                  | Iniciály J. K. E., nápis napodobující novogotické frakturní písmo Pochwálen buď Pán Gežíš Kristus. |
| u Lidické (Q93768165)                 | křížek       | Lidická 1262/215                   | 1870       | Kategorie „Křížek u Lidické (Rožnov)“ na Wikimedia Commons                       | Nápis „Ježíši Kriste smiluj se nad námi - ren. 2016“. |
| u sv. Mikuláše                        |              | katedrála svatého Mikuláše         | ?          |                                                                                  | Centrální kříž někdejšího hřbitova u svatého Mikuláše, pravděpodobně dřevěný. Zanikl. |
| u Novohradské (Q95690777)             | křížek       | Novohradská 935/60                 | <1890      |                                                                                  | V nice domu u chodníku. Zachycen již při III. vojenském mapování koncem 19. století. |
| u Nových Dvorů (Q96748699)            | křížek       | Nové Dvory                         | 1904       | Kategorie „Křížek u Nových Dvorů (České Budějovice)“ na Wikimedia Commons        | Nápis O CRUX, AVE, SPES UNICA! (Ó, buď pozdraven, kříži, naděje jediná). Nad Dubenským potokem na západním okraji vsi. |
| u rozvodny 1 (Q105762507)             |              | Ke Špačkům 1890/6                  | <1949      |                                                                                  | Na kamenném soklu umístěný litinový křížek s nápisem INRI a nápisovou destičkou. Sokl existuje, křížek zanikl, nahrazen současným. |
| u rozvodny 2 (Q95491300)              | křížek       | Ke Špačkům 1890/6                  | >2000?     |                                                                                  | Novodobý jednoduchý železný křížek na původním kamenném soklu v porostu u silnice jižně od rozvodny. |
| u Samot (Q96748841)                   | křížek       | Haklovy Dvory 2025                 | 1919       |                                                                                  | Podle pochází z roku 1919. Podle připomíná a na snímku vyobrazuje pravděpodobně Josefa Leyera (1890–1914), který zahynul na haličské frontě u Wereszyce, přičemž tento typ křížů měl vznikat ještě během války. |
| u Sedlářské (Q93767789)               | křížek       | Sedlářská 1961/9                   | ?          | Kategorie „Cross in Sedlářská (České Budějovice)“ na Wikimedia Commons           | Nápisy INRI a Pochválen buď pán Ježíš Kristus. |
| U Strnadů (Q106224783)                |              | Čajkovského 1670/13                | <1827      |                                                                                  | Uváděn již v Indikačních skicách z roku 1827. V roce 1921 byl kříž opraven nákladem Spolku pro okrašlování a ochranu domoviny pro Čtyry Dvory a okolí. Další osudy neznámé, zřejmě zanikl. |
| u Suchomelu 1                         |              | Suchomelská 270/7                  | <1800      |                                                                                  | Zanikl, nahrazen současným. |
| u Suchomelu 2 (Q96076272)             | kříž         | Suchomelská 270/7                  | ~1900      |                                                                                  | Vysoký kamenný kříž u cesty před dvorem, na místě staršího kříže vzniklého před rokem 1800. |
| u sv. Cyrila a Metoděje (Q96748643)   | kříž         | kostel sv. Cyrila a Metoděje       | 1876       |                                                                                  | Kříž původně umístěný jižně od presbytáře kostela v Suchém Vrbném, v roce 2023 přemístěn mezi kostel a budovu Želivského 428/3. |
| u sv. Otýlie (Q105762044)             | kříž         | Pražská 448/110                    | 1993       | Kategorie „Centrální kříž (hřbitov svaté Otýlie)“ na Wikimedia Commons           | Centrální kříž hřbitova, společný projekt Jana Mikeše a Ivana Tláška (Q95398696). |
| u Šnejdlíku (Q96748679)               | křížek       | Lidická 1700/1                     | ?          | Kategorie „Křížek u Šnejdlíku“ na Wikimedia Commons                              | U rozcestí nedaleko sádek, chráněn ohrádkou ze čtyř kamenů spojených ocelovými I profily. |
| u Tůně                                |              | Husova 1373/13                     |            |                                                                                  | Podle Pamětní knihy Čtyř Dvorů z roku 1923: „Nedaleko obytného domu D. Sattlera čp. 4 na straně východní nalézá se hluboká tůň se spodním pramenem, dnes již z velké části zasypaná. Tato tůň je na pozemku p. Bělohlávka č. kat. 27. O její bývalé hloubce zní ústní podání, že při svážení obilí splašili se koně, a v této tůni i s povozem a vozkou beze stopy zmizeli. U této tůně postaven jest kříž na paměť, že utopili se v ní dva hoši as 10letí Karel a František Laně, pod nimiž při klouzání prolomil se led.“ Tůň zachycuje ještě vojenská topografická mapa 1:10 000 z roku 1966. V místě, kde v současnosti odbočuje ulice Na Sádkách z Husovy třídy. |
| u V. Nováka (Q95488656)               | křížek       | V. Nováka                          | ?          | Kategorie „Cross in V. Nováka“ na Wikimedia Commons                              | Litinový kříž na kamenném soklu v rohu soukromé zahrady (pod borovicí) v úseku mezi ulicemi Janáčkova a Plavská. |
| u Vidovské (Q96337300)                | křížek       | Vidovská × Hrdějovická             | ?          |                                                                                  | Nápisy INRI a Pochválen buď pán Ježíš Kristus. Dočasně odstraněn kvůli výstavbě dálnice D3. |
| V Haklových Dvorech (Q96748978)       | křížek       | Haklovy Dvory 2080                 | 1901       | Kategorie „Kříž v Haklových Dvorech“ na Wikimedia Commons                        | [ 1 ] |
| V Hluboké cestě (Q96000492)           | křížek       | V Hluboké cestě 2121/26            | 1938       |                                                                                  | Původně stál asi o 50 m severněji, přemístěn kvůli výstavbě křižovatky. |
| v Kališti (Q96069357)                 | křížek       | Kaliště, u rybníčku                | ?          |                                                                                  | Zdobný litinový křížek na kamenném soklu, na rozcestí u rybníčku. Dřevěný kříž v této lokalitě uvádějí již císařské povinné otisky stabilního katastru z roku 1827 |
| v Nových Hodějovicích                 |              | Nové Hodějovice                    | <1900      |                                                                                  | Křížek, původně na křižovatce Novohradské s polní cestou, obklopily Nové Hodějovice. V letech 1938–1940 jej nahradil kostelík Panny Marie Královny Andělů. |

## Sakrální sochy
Seznam obsahuje sochy umístěné v exteriérech. Výjimkou jsou sochy v interiérech, které původně stály v exteriéru, nebo u kterých z důvodu životních nebo nadživotních rozměrů lze původní určení pro exteriér předpokládat.

| Objekt                                    | Obrázek                        | Umístění                                | Datum     | Galerie                                                                                           | Popis a reference |
| ----------------------------------------- | ------------------------------ | --------------------------------------- | --------- | ------------------------------------------------------------------------------------------------- | --- |
| sv. Achatius (Q105946784)                 |                                | u kostela Obětování Panny Marie         | ~1745     |                                                                                                   | Podle jednoho pramene měl soubor Dietrichových klášterních plastik z cca 40. let 18. století zahrnovat i sochu svatého Achatia. Během přesunu soch do nově vzniklé klášterní předzahrádky v letech 1982–1983 však nebyla nalezena. |
| sv. Anna (Q96748382)                      | svatá Anna                     | Piaristické náměstí                     | 1741      | Kategorie „Statue of Saint Anne (Piaristické náměstí)‎“ na Wikimedia Commons                       | Autor Josef Dietrich. V současnosti v zahradě pod Bílou věží, původně v aleji před vchodem do kláštera. |
| sv. Auracián                              | svatý Auracián                 | katedrála svatého Mikuláše              | 1644      |                                                                                                   | Štukovaná plastika od budějovického umělce Thomase Zeissela. Pravá nika ve štítu. |
| sv. Dominik (Q96748358)                   | svatý Dominik                  | Piaristické náměstí                     | 1745      | Kategorie „Statue of Saint Dominic (Piaristické náměstí)‎“ na Wikimedia Commons                    | Autor Josef Dietrich. V současnosti v zahradě pod Bílou věží, původně před bočním vchodem do kostela. |
| Immaculata (Q38489970)                    | Immaculata                     | Novohradská 1239/118                    | 1727      | Kategorie „Immaculata (Nové Hodějovice)“ na Wikimedia Commons                                     | Pískovcová socha původně umístěná u cesty na Římov (Plavská 1982/15), 1940 přesunuta před kostel Panny Marie Královny Andělů. |
| Immaculata s dítětem                      |                                | Česká                                   | ?         |                                                                                                   | Původně exteriérová socha Panny Marie v nevšedním zpodobnění (zeměkoule, had, Měsíc, dvanáct hvězd a Ježíšek) je v současnosti umístěna v nice na chodbě měšťanského domu v České ulici. |
| sv. Jáchym (Q96748394)                    | podstavec sochy sv. Jáchyma    | Piaristické náměstí                     | 1743      | Kategorie „Statue of Saint Joachim (Piaristické náměstí)“ na Wikimedia Commons                    | Autor Josef Dietrich. Socha odcizena, původně v aleji před vchodem do kláštera, zachoval se jen podstavec aktuálně umístěný pod sochou sv. Vincence. |
| sv. Jan Nepomucký (Q105816264)            | sv. Jan Nepomucký v nice       | Zátkovo nábřeží 158/16                  | 1708      | Kategorie „Statue of John of Nepomuk (Slepé rameno)“ na Wikimedia Commons                         | Barokní socha od neznámého autora umístěná v pozdější (nebo později upravené) klasicistní kapličce. Restaurována 1991. |
| sv. Jan Nepomucký (Q36860179)             | socha svatého Jana Nepomuckého | nábřeží Malše u soudu                   | 1723      | Kategorie „Statue of John of Nepomuk (Zátkovo nábřeží)“ na Wikimedia Commons                      | Autor Josef Dietrich, kameník Zachariáš Horn. Sochu, původně umístěnou na Zlatý most, dal vyrobit koželuh Vít Gruber. Umístěna v červnu, vysvěcena 11. července děkanem J. W. Schwantlem (Q110257251). 1899 přemístěna do Krumlovských alejí, po dostavbě budovy soudu přesunuta na současné místo, ovšem orientovaná k soudu. K řece byla otočena roku 2002. |
| sv. Jan Nepomucký                         |                                | Pražská brána                           | <1724     |                                                                                                   | V roce 1724 je uváděna obnova sochy na mostě před Pražskou branou. Po jejím pádu 1772 vznikla Hueberova socha z roku 1773. |
| sv. Jan Nepomucký (Q105888938)            | socha svatého Jana Nepomuckého | Dominikánský klášter                    | 1739      | Kategorie „Statue of John of Nepomuk (Piaristické náměstí)“ na Wikimedia Commons                  | Autor Josef Dietrich. Sochu objednala na podzim 1739 Terezie Vetterová, vdova po hejtmanu dělostřelectva, pro areál Dominikánského kláštera. Památka nezvěstná, dochovala se fotografie sochy na neznámém místě. |
| sv. Jan Nepomucký (Q36859540)             | socha svatého Jana Nepomuckého | Sady, u Rabenštejnu                     | 1745      | Kategorie „Statue of John of Nepomuk (Na Sadech)“ na Wikimedia Commons                            | Socha z mušlového vápence, pravděpodobně totožná s dílem objednaným na náklady města, umístěným před Svinenskou bránu a vysvěceným 1. září 1745. Později byla přesunuta na Novohradskou ulici, odkud se v roce 1986 nebo 1987 dostala na nynější místo proti Rabenštejnské věži. Autorství je připisováno Josefu Dietrichovi „s největší pravděpodobností“. |
| sv. Jan Nepomucký (Q105944443)            | socha svatého Jana Nepomuckého | Větrná 732/1                            | 1756      | Kategorie „Statue of John of Nepomuk (České Budějovice, Větrná)“ na Wikimedia Commons             | Socha, pro kterou nechal rychtář Josef Schmidt v květnu 1756 zřídit výklenkovou kapli ve zdi svého dvora na Staroměstské ulici, byla po jeho zbourání přesunuta na současné místo. |
| sv. Jan Nepomucký (Q105943551)            | socha svatého Jana Nepomuckého | Na Sádkách                              | 1769      | Kategorie „Statue of John of Nepomuk (České Budějovice, Na Sádkách)“ na Wikimedia Commons         | Podle nechal sochu umístěnou 16. května ve špitálním areálu u svatého Václava pořídit městský radní a špitální inspektor Karel Josef Weiss. Po zániku špitálu přenesena do výklenkové kaple Lukeschova dvora u Dlouhého mostu. Podle daroval sochu Adalbert Lanna jako vyjádření vděku českobudějovickému měšťanovi Františku Josefu Pachnerovi, od něhož koupil zámeček Poříčí v Boršově. Po zboření Lukeschova dvora se v letech 1940–1941 socha přesunula do ulice Na Sádkách.                               |
| sv. Jan Nepomucký (Q36859589)             | socha svatého Jana Nepomuckého | kostel svaté Rodiny                     | 1773      | Kategorie „Statue of John of Nepomuk (Senovážné náměstí)“ na Wikimedia Commons                    | Autor Leopold Hueber. Původně na mostě u Pražské brány, později v dřevěné kapličce, od roku 1922 na současném místě. |
| sv. Jan Nepomucký (Q105871258)            | socha svatého Jana Nepomuckého | u Nejsvětější Svátosti                  | 1932      | Kategorie „Statue of John of Nepomuk (u Nejsvětější Svátosti, 1932)“ na Wikimedia Commons         | Autor Josef Křivánek. Vysvěcena 5. června, 1949 odstraněna a zakopána, v 90. letech 20. století vykopána. Z důvodu poškození byla namísto ní dočasně osazena socha zapůjčená z Temelína. |
| sv. Jan Nepomucký (Q36859980)             |                                | Rudolfovská × Hlinská                   | 1942      |                                                                                                   | Sochu nechala umístit rodina Lexova. Kolem roku 1990 sražena nákladním automobilem, roku 1996 odstraněn i betonový podstavec při stavbě benzínky. Socha mohla být situována na místo starší sakrální památky, kterou v těchto místech uvádějí mapy z konce 19. století. |
| sv. Jan Nepomucký                         |                                | u Nejsvětější Svátosti                  | ?         |                                                                                                   | Zapůjčená barokní socha původem z Temelína stála na zahradě kongregace od 90. let do roku 2001. |
| sv. Jan Nepomucký                         | socha svatého Jana Nepomuckého | u Nejsvětější Svátosti                  | 2001      |                                                                                                   | Socha vznikla v ateliéru Břetislav Kafka, autor návrhu podstavce a umístění Ing. arch. František Petrlík (Q95485407). |
| sv. Jan Nepomucký (Q110993895)            | socha svatého Jana Nepomuckého | v biskupství                            | 1745      | Kategorie „Statue of John of Nepomuk (Bishop residence of České Budějovice)“ na Wikimedia Commons | Původem exteriérová socha novodobě umístěna na chodbě biskupství. |
| sv. Josef (Q96748377)                     | svatý Josef                    | Piaristické náměstí                     | 1739      | Kategorie „Statue of Saint Joseph (Piaristické náměstí)“ na Wikimedia Commons                     | Autor Josef Dietrich. V současnosti v zahradě pod Bílou věží, původně v aleji před vchodem do kláštera. Objednatel Josef Grueber. |
| Jsi v mé dlani (Q111269044)               | Jsi v mé dlani                 | u Nejsvětější Svátosti                  | ?         |                                                                                                   | Kamenná koule znázorňující boží ruku, ve které spí dítě. Nápis „Buď klidný, jsi v mé dlani“. |
| Kalvárie (Q57415011)                      | Kalvárie                       | Piaristické náměstí                     | 1743–1744 | Kategorie „Kalvárie (České Budějovice)“ na Wikimedia Commons                                      | Autor Josef Dietrich. Zhotoveno na objednávku Terezy Ajchlové či Aichlerové, podle pověsti zaplaceno z pokladu, který pes jejího manžela vyhrabal v lese. |
| Kristus                                   |                                | Kněžská 22                              |           |                                                                                                   | V měšťanských domech byla obvykle umístěna menší plastika Krista na kříži. Jedinou výjimkou v Českých Budějovicích byl dům zvonaře Rudolfa Pernera, v jehož chodbě stála socha Krista v životní velikosti. |
| Kristus klesající pod křížem (Q105815052) | Kalvárie                       | katedrála svatého Mikuláše              | >1717     | Kategorie „Kristus klesající pod křížem (České Budějovice)“ na Wikimedia Commons                  | Socha pocházející z křížové cesty u Českého Krumlova, druhdy masově uctívaná jako cíl lidových poutí, byla v roce 1794 přesunuta do Českých Budějovic a v roce 1912 postavená do pro ni zřízení kaple. |
| Mariánské sousoší (Q26868394)             | Mariánské sousoší              | Mariánské náměstí                       | 1716      | Kategorie „Mariánské sousoší (České Budějovice)“ na Wikimedia Commons                             | Dílo Josefa Dietricha, kamenické práce Kristián Horn (Q105779259). Shora zleva: Panna Maria Budějovická, svatý Mikuláš, svatý Auracián, svatý Šebestián, svatá Rozálie, svatý Roch. |
| Mariánský sloup (Q36859568)               | Mariánský sloup                | Pekárenská × Pražská                    | ~1700     | Kategorie „Mariánský sloup (České Budějovice)“ na Wikimedia Commons                               | Sloup se sochou Panny Marie v místě současného památníku Pařížské komuny. Socha nezvěstná, torzo sloupu zachováno na dvoře biskupství. |
| sv. Mikuláš                               | Průčelí katedrály              | katedrála svatého Mikuláše              | 1644      |                                                                                                   | Štukovaná plastika od budějovického umělce Thomase Zeissela. Prostřední nika ve štítu. |
| sv. Mikuláš                               | Svatý Mikuláš                  | Karla IV. 412/5                         | 1907      | Kategorie „Statue of Saint Nicholas (Forejtův dům, České Budějovice)“ na Wikimedia Commons        | Průčelí Forejtova (Mikulášského) domu směrem do Seminárního náměstí. |
| sv. Mikuláš                               |                                | Děkanství                               |           |                                                                                                   | Průčelí budovy zdobila plastika svatého Mikuláše, později spadla. |
| Nejsvětější Trojice (Q57414948)           | sloup Nejsvětější Trojice      | Piaristické náměstí                     | 1740      | Kategorie „Holy Trinity column (České Budějovice)“ na Wikimedia Commons                           | Autor Josef Dietrich. Sloup nesoucí sousoší Nejsvětější Trojice. Objednatel mlynář Erasmus Jene. Původně umístěn na hřbitově 19. listopadu 1740, posvěcen 22. července 1941, na současné místo proti Kalvárii přemístěn po zrušení hřbitova. |
| Panna Maria Budějovická (Q36860218)       | Panna Maria Budějovická        | Zátkovo nábřeží                         | 1715      | Kategorie „Statue of Virgin Mary (Zátkovo nábřeží)“ na Wikimedia Commons                          | Dílo Josefa Dietricha. |
| Panna Maria Budějovická (Q57433435)       | Socha Panny Marie Budějovické  | nad vraty kláštera, Piaristické náměstí | 1718      | Kategorie „Statue of Virgin Mary (Dominikánský konvent, České Budějovice)“ na Wikimedia Commons   | Autor Josef Dietrich. |
| Panna Maria Budějovická (Q36860025)       | Panna Maria Budějovická        | Senovážné náměstí                       | 1746      | Kategorie „Statue of the Virgin Mary (České Budějovice, Senovážné náměstí)“ na Wikimedia Commons  | Autor Josef Dietrich. Původně umístěna před Svinenskou branou. Svěcena 1. července. V roce 1972 přesunuta do městského zahradnictví, vandalizována, v 90. letech restaurována, vyrobena nová hlava a umístěna do NPÚ (dům U Ferusů, nejprve na nádvoří, poté do průjezdu). Kulturní památka. Na snímku včetně původního soklu, hlavy a vlasů. |
| Panna Maria Budějovická (Q111269045)      | Panna Maria                    | u Nejsvětější Svátosti                  | 1995      |                                                                                                   | Autor Richard Rudovský. V zahradě. Pískovec. |
| Panna Maria Budějovická (Q134738575)      | výklenková kaple se sochou     | U Hvízdala                              | 2023      | Kategorie „Kaplička Panny Marie Budějovické (U Hvízdala)“ na Wikimedia Commons                    | Keramická socha pro výklenkovou kapli v areálu domova důchodců pochází od Hany a Jana Štarkových z keramické dílny Štark v Třebotovicích. |
| Panna Maria Kondíková (Q106517949)        | Panna Maria Kondíková          | Krčínova 1575/15                        | ~2015     |                                                                                                   | Socha umístěná v osvětlené nice na Vila Kondik. |
| Panna Maria Panská (Q135097539)           | Panna Maria                    | Panská 163/22                           |           |                                                                                                   | Socha umístěná v zasklené nice na průčelí domu. Přítomnost sochy uvádí již původní evidentní list nemovité kulturní památky. |
| Panna Maria Pomocná                       |                                | Rudolfovská 458/92                      | <1787     |                                                                                                   | Socha umístěná v kapličce u Rudolfovské třídy v oblasti současné zemědělské školy je zmiňována v letech 1787 a 1818. Zanikla. |
| Panna Maria                               | Průčelí katedrály              | katedrála svatého Mikuláše              | ?         |                                                                                                   | Původní socha z roku 1644 od Lineckého sochaře Hanse Spöcze (také uváděna autorská dvojice Giovanni Battista Spezz a Wolf Eder) byla později nahrazena novější prací. Horní nika ve štítu. |
| Panna Maria s dítětem (Q134628403)        | Socha Panny Marie s dítětem    | sakristie, Piaristické náměstí          | ~1900     | Kategorie „Mater Amabilis (České Budějovice)“ na Wikimedia Commons                                | Gotické zpodobnění Panny Marie s malým Ježíškem (Mater Amabilis) na hlavici sloupu v nice na průčelí sakristie, z doby regotizace kláštera. |
| Panna Maria s dítětem                     |                                | u Nejsvětější Svátosti                  | ?         |                                                                                                   | Menší socha v zahradě. |
| Samson (Q6848354)                         | Samsonova kašna                | náměstí Přemysla Otakara II.            | 1721–1727 | Kategorie „Samsonova kašna (České Budějovice)“ na Wikimedia Commons                               | Dietrichova socha biblického Samsona na vrcholu kašny, originál na radnici. Kamenické práce provedl Zachariáš Horn (Q105779405). |
| Samsonek                                  | Samsonovo pítko                | Lannova třída                           | 2010      |                                                                                                   | Rekonstrukci Lannovy třídy v letech 2006–2010 měl podle původních plánů zakončit vodní prvek ochlazující závěr třídy. Namísto něj došlo k úspornějšímu řešení v podobě dvou koryt a sošky, kterou Ivana Popelová označila za „nevkusného sádrového trpaslíka Samsona“. |
| sv. Václav                                | Průčelí katedrály              | katedrála svatého Mikuláše              | 1644      |                                                                                                   | Štukovaná plastika od budějovického umělce Thomase Zeissela. Levá nika ve štítu. |
| sv. Veronika                              |                                | Rudolfovská                             | <1788     |                                                                                                   | Socha doložená kolem roku 1788 stála zhruba v úseku mezi ulicemi U Sirkárny a Hlinská. Nedochovala se. |
| sv. Vincenc (Q96748387)                   | svatý Vincenc                  | Piaristické náměstí                     | 1745      | Kategorie „Statue of Saint Vincent (Piaristické náměstí)‎“ na Wikimedia Commons                    | Autor Josef Dietrich. V současnosti v zahradě pod Bílou věží (na podstavci určeném sv. Jáchymovi, Vincencův podstavec odcizen), původně před bočním vchodem do kostela. V původním podstavci svatého Vincence Ferrerského byla při opravě v roce 1855 nalezena schránka s ostatky svatého Adaukta a svaté Konstancie věnovanými papežem. Schránka měla dále obsahovat list dokládající, že sochy sv. Vincence a sv. Zachariáše objednal provinciál dominikánů z vděčnosti za uzdravení na přímluvu Panny Marie. |
| sv. Zachariáš (Q96748363)                 | svatý Zachariáš                | Piaristické náměstí                     | 1746      | Kategorie „Statue of Saint Zachary (Piaristické náměstí)“ na Wikimedia Commons                    | Autor Josef Dietrich. V současnosti v zahradě pod Bílou věží, původně v aleji před vchodem do kláštera. |

## Křížové a poutní cesty
Křížová cesta obsahuje čtrnáct (výjimečně více) zastavení, která symbolizují nebo zpodobňují událost odsouzení až ukřižování Ježíše Krista. Na území Českých Budějovic se vystřídalo několik křížových cest v oblasti tehdejšího hřbitova kolem kostela (katedrály) svatého Mikuláše. Poutní cesta může rovněž obsahovat podobná zastavení, ale ta buďto nesouvisejí s ukřižováním Krista nebo nepředstavují ucelený komplet pašijových událostí. Cílem poutní cesty je poutní místo (které může být vybaveno křížovou cestou).
| Objekt                       | Obrázek         | Umístění                    | Datum     | Galerie | Popis a reference |
| ---------------------------- | --------------- | --------------------------- | --------- | ------- | --- |
| křížová cesta 1              |                 | katedrála svatého Mikuláše  | <1678     |         | Možnou existenci křížové cesty nastiňuje zmínka z roku 1678 o hoře Olivetské. |
| křížová cesta 2 (Q105822825) | plánek          | katedrála svatého Mikuláše  | 1727–1767 |         | Další křížová cesta vznikala 40 let, první tři zastavení dodal Josef Dietrich, později snad i čtvrté. Další (pravděpodobně) dvě Josef Slapský a zbývající Martin Brož. Cesta měla podobu kapliček se sochami (snad dřevěnými) a lemovala kostel. Zanikla 1871 se zrušením hřbitova. Zastavení na plánku vyznačena žlutě, nová zastavení dokončená v roce 1872 vyznačena červeně římskými číslicemi. |
| křížová cesta 3 (Q105823025) | jedno zastavení | katedrála svatého Mikuláše  | 1872      |         | Nová křížová cesta měla podobu nástěnných obrazů lemovaných štukovou výzdobou a dvojicí pilastrů. Rozkládala se pouze na zdech v prostoru mezi katedrálou a děkanstvím. Kapličky postavil Martin Kapoun, výjevy namaloval Bartoloměj Czurn. Zanikla 1911. Dvojice sloupů je dochována v kapli z roku 1912 zřízené pro sochu Krista klesajícího pod křížem.                                          |
| poutní cesta na Dobrou Vodu  | kaplička        | České Budějovice–Dobrá Voda | 1681      |         | Nerealizovaný záměr děkana Bohrmana (Q110257353) vytvořit křížovou cestu z Českých Budějovic na Dobrou Vodu inspiroval zbožné jednotlivce ke stavbě poutních kapliček. Stály mj. v Průmyslové ulici, v prostoru současného kolejiště, v Pětidomí a v Suchém Vrbném. Dochovala se pouze kaple z roku 1768 (Q21704561).                                                                               |
| poutní cesta na Těšín        | kaplička        | Trojice–Těšín               | ?         |         | Část poutní cesty vedoucí od kostela svaté Trojici na Těšín u Hrdějovic probíhala katastrálním územím Českých Budějovic. Zachovala se zděná boží muka muka v Čéčově ulici (Q36859834) a výklenková kaple na křižovatce s ulicí Karoliny Světlé (Q96076281). Existují další zastavení v katastru Hrdějovic.                                                                                          |

## Sakrální obrazy
Seznam obsahuje vyobrazení (fresky, mozaiky, malby) umístěná v exteriérech.

| Objekt                              | Obrázek             | Umístění               | Datum           | Galerie                                                                | Popis a reference |
| ----------------------------------- | ------------------- | ---------------------- | --------------- | ---------------------------------------------------------------------- | --- |
| archanděl Michael                   | archanděl Michael   | Panská 161/26 (rychta) | baroko          |                                                                        | Směrem do Hroznové ulice. |
| Madona (Q135087920)                 | Madona              | Česká 245/33           | 2022/23         | Kategorie „Madona (Česká 33)“ na Wikimedia Commons                     | Malba od Jaroslava Platila. |
| Madona (Q135077898)                 | Madona              | U Černé věže 319/10    |                 | Kategorie „Madona (U Černé věže 10)“ na Wikimedia Commons              | Vyobrazení Panny Marie s paprsky vycházejícími z rukou se začalo objevovat po roce 1830 v souvislosti se zjevením Panny Marie v Paříži. |
| Madonna della Seggiola (Q135006514) | Madona              | Hroznová 249/30        |                 | Kategorie „Madonna della Seggiola (Hroznová 30)“ na Wikimedia Commons  | Směrem do Krajinské, vyobrazení Madonna della Seggiola od Raffaela. |
| Madona s dítětem (Q135005033)       | Madona s dítětem    | Česká 9/53             |                 | Kategorie „Madona s dítětem (Česká 53)“ na Wikimedia Commons           | V kasulovém štukovém rámu. |
| Madona s dítětem (Q134981466)       | Madona s dítětem    | Kněžská 81/17          |                 | Kategorie „Madona s dítětem (Kněžská 17)“ na Wikimedia Commons         | |
| P. M. Budějovická                   | P. M. Budějovická   | Česká 204/2            |                 |                                                                        | |
| P. M. Budějovická                   | P. M. Budějovická   | Česká 227/15           |                 |                                                                        | |
| P. M. Budějovická (Q135092613)      | P. M. Budějovická   | Hroznová 317/14        |                 | Kategorie „Panna Maria Budějovická (Hroznová 14)“ na Wikimedia Commons | |
| P. M. Budějovická                   | P. M. Budějovická   | Kněžská 364/24         |                 |                                                                        | [ 31 ] |
| P. M. Budějovická                   | P. M. Budějovická   | Široká 140/39          | konec 18. stol. |                                                                        | Podle Strouhové pochází obraz z doby rekonstrukce na konci 18. století, podle Karla Pletzera je novodobý, podle SlavneVily.cz pochází malba na plechu z roku 1985 a nelze vyloučit, že nahradila původní fresku stejného tématu, která pocházela z doby vlastnictví (1716–1743) provazníka Josefa Ennhuebera. (Na snímku vlevo.) |
| Sedes sapientiae (Q134727454)       | Sedes sapientiae    | Petrinum               | 1904            | Kategorie „Mosaic on Petrinum“ na Wikimedia Commons                    | Mozaika od Pantaleona Majora a Viktora Foerstera realizovaná v letech 1903–1904. Složena z několika polí, hlavní zobrazuje Pannu Marii ve stylu Sedes sapientiae a vlevo klečícího Václava Klementa Petra. Dolní pole vyobrazuje Ježíše Krista.                                                                                  |
| sv. Anna s P. Marií (Q134722757)    | sv. Anna s P. Marií | kostel sv. Anny        | 1999            |                                                                        | Mozaika od Rostislava Štěpáníka (Q95465454) nahradila starší vyobrazení téhož tématu zaniklé za minulého režimu. Nová mozaika zmizela během rekonstrukce objektu, zhruba v letech 2015–2017. |
| sv. Ferdinand                       | sv. Ferdinand       | Česká 147/54           |                 |                                                                        | Nápis „Sv. Ferdinand III. král kastilský 1199–1252“ |
| sv. Florián                         |                     | Česká 199/12           |                 |                                                                        | Pod vyobrazením světce jsou odhaleny další vrstvy fasády, jedna s letopočtem 1707 (podle Kováře) nebo 1767 (podle Strouhové). |
| sv. Florián                         |                     | radnice                | ~1730           |                                                                        | V pravém slepém okenním výklenku středového volutového štítu. Ochránce před požáry. |
| sv. Florián (Q134969933)            | sv. Florián         | Kněžská 85/13          |                 | Kategorie „Svatý Florián (Kněžská 13)“ na Wikimedia Commons            | Obraz v obdélném štukovém rámu mezi okny. Snad odkazuje na požár domu v roce 1668. |
| sv. Florián                         |                     | Pražská 1493/10        | 1855            |                                                                        | Malovaná silueta světce od J. F. Mückeho (Q134689757) umístěná nad vraty domu Karla Haase. Zanikla po roce 1957. |
| sv. Jiří nebo Florián               | P. M. Budějovická   | Široká 140/39          | ??55/??33       |                                                                        | Fragment fresky se zbytky letopočtu. Podle Strouhové freska znázorňuje svatého Jiří a letopočet ??55, podle SlavneVily zobrazuje sv. Floriána a letopočet ??33, zřejmě 1633, kdy dům patřil Václavu Baldoufovi. (Na snímku vpravo.)                                                                                              |
| sv. Roch                            |                     | radnice                | ~1730           |                                                                        | V levém slepém okenním výklenku středového volutového štítu. Ochránce před morem. |
| sv. Václav (Q134836541)             | sv. Václav          | Hroznová 187/34        | 2019            | Kategorie „Svatý Václav (Hroznová 34)“ na Wikimedia Commons            | Směrem do České ulice, dvě signatury. |